# I-divisioona 1975/76
Die Saison 1975/76 war die zweite Spielzeit der I-divisioona, der zweithöchsten finnischen Eishockeyspielklasse. Kiekko-Reipas stieg in die SM-liiga auf. Joensuun Kiekko-Pojat stieg in die dritte Liga ab.

## Modus
In der Hauptrunde absolvierte jede der zehn Mannschaften insgesamt 36 Spiele. Der Erstplatzierte stieg in die SM-liiga auf. Der Letztplatzierte stieg in die dritte Liga ab. Für einen Sieg erhielt jede Mannschaft zwei Punkte, bei einem Unentschieden gab es einen Punkt und bei einer Niederlage null Punkte.

## Hauptrunde

### Tabelle
|     | Klub                  | Sp | S  | U | N  | Tore    | Punkte |
| --- | --------------------- | -- | -- | - | -- | ------- | ------ |
| 1.  | Kiekko-Reipas         | 36 | 27 | 2 | 7  | 241:122 | 56     |
| 2.  | Kärpät Oulu           | 36 | 25 | 0 | 11 | 216:126 | 50     |
| 3.  | SaiPa Lappeenranta    | 36 | 23 | 4 | 9  | 190:141 | 50     |
| 4.  | HPK Hämeenlinna       | 36 | 17 | 5 | 14 | 182:158 | 39     |
| 5.  | KooKoo                | 36 | 16 | 6 | 14 | 173:170 | 38     |
| 6.  | Mikkelin Jukurit      | 36 | 15 | 6 | 15 | 147:177 | 36     |
| 7.  | SaPKo Savonlinna      | 36 | 13 | 5 | 18 | 145:179 | 31     |
| 8.  | PiTa Helsinki         | 36 | 11 | 6 | 19 | 125:170 | 28     |
| 9.  | JYP Jyväskylä         | 36 | 8  | 1 | 27 | 139:235 | 17     |
| 10. | Joensuun Kiekko-Pojat | 36 | 4  | 7 | 25 | 93:173  | 15     |

Sp = Spiele, S = Siege, U = Unentschieden, N = Niederlagen